# 세툰
세툰(러시아어: Сетунь)은 모스크바 대학교에서 개발한 3진법 컴퓨터(정확히는 균형 3진법)이다. 세툰의 개발은 세르게이 소볼레프가 지휘했다. 3진 논리를 사용했다. 1959년부터 50대가 제작되었다.

## 같이 보기
- 테르낙